# François Napoléon Develle
François Napoléon Develle, né à Dijon en 1805 et mort le 19 novembre 1878, est un architecte français

## Biographie
François-Napoléon Develle a été élève de Jean-Nicolas Huyot, promotion 1832, à l'École des beaux-arts de Paris.
Arrivé à Dunkerque en 1833, il seconde l’architecte de la ville Charles Henry (1797-1837), qu’il remplace à son décès en 1837 et devient en même temps architecte départemental. Faisant partie des notables, membre de plusieurs associations, il a une importante production architecturale : écoles, églises, mairies...
Il est membre fondateur de la société des architectes du Nord en 1868, initiative impulsée par Auguste Mourcou et Émile Vandenbergh. Il a été président de l'association pour l'exercice 1875-1876.

## Réalisations
- 1840 Bureau d'octroi du Marché aux Anguilles, Dunkerque, Détruit
- 1856 bureau d'octroi de la Porte de Nieuport, Dunkerque,  Détruit
- 1861 Salle des fêtes, Remise dit hôtel des Pompiers, détruit sauf façade 17 rue du Fort-Louis, Dunkerque[2]
- 1864 Palais de justice, Dunkerque[3]
- 1864-1866 : église paroissiale Saint-Martin, Dunkerque
- 1865-1866 Temple de calvinistes dit temple de l'Église réformée de France[4]
- 1868 : hôtel de ville de Brouckerque
- 1873-1878 Musée dit hôtel Benjamin Morel, Dunkerque[5]
- 1878 : école (école de garçons), Gravelines